# Орлов, Владимир Александрович (конькобежец)
Влади́мир Алекса́ндрович Орло́в (2 декабря 1938, Москва) — советский конькобежец, серебряный призёр Олимпийских игр. Мастер спорта международного класса.

## Карьера
На зимней Олимпиаде 1964 года выиграл серебряную медаль на дистанции 500 метров, разделив её со своим соотечественником Евгением Гришиным и норвежцем Алвом Гьествангом. Золото завоевал американец Ричард Макдермотт.
В 1962 году Орлов завоевал бронзу на чемпионате СССР на дистанции 500 метров, а в 1966 выиграл серебро.